# 바르톨로메오 플라티나

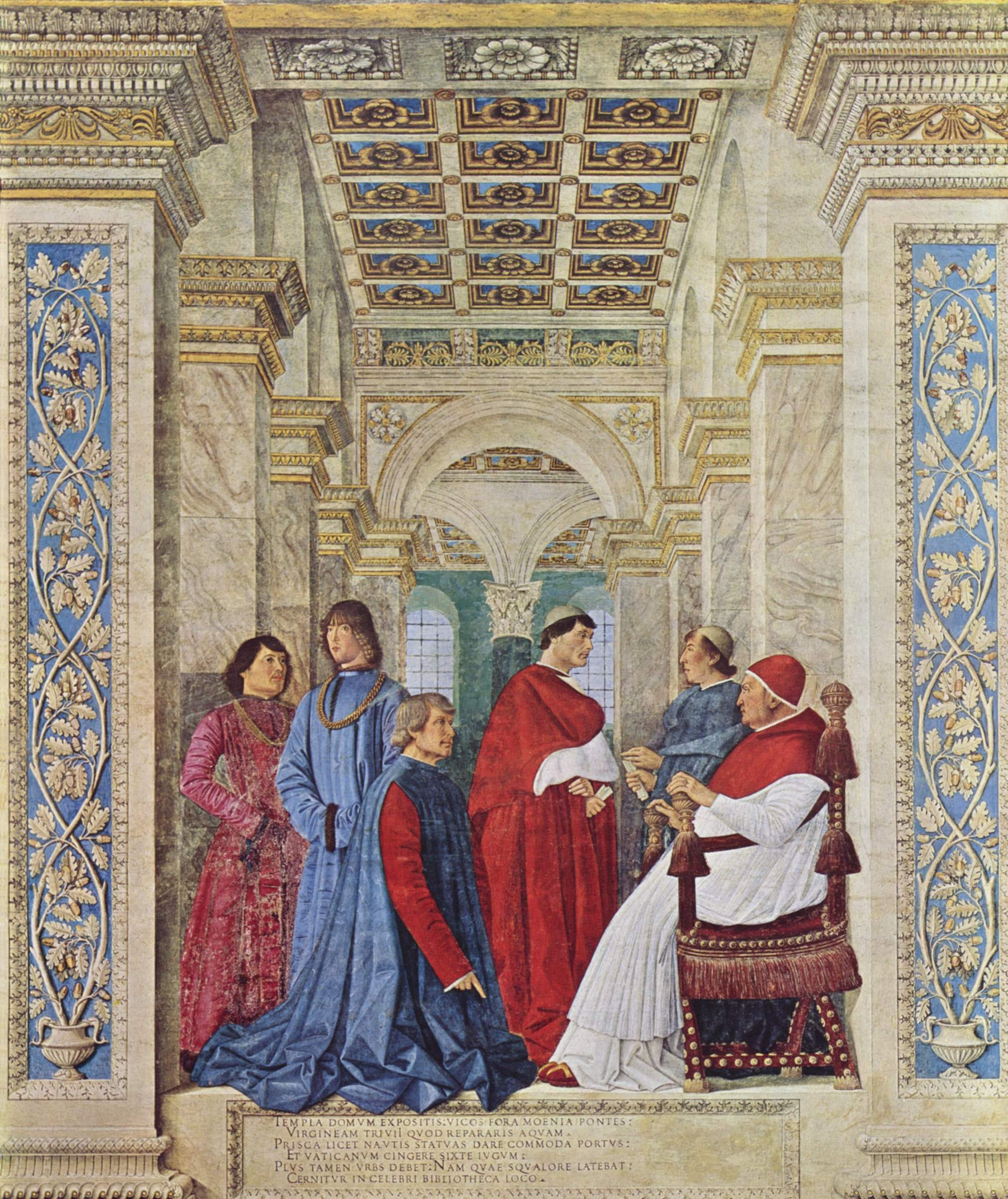

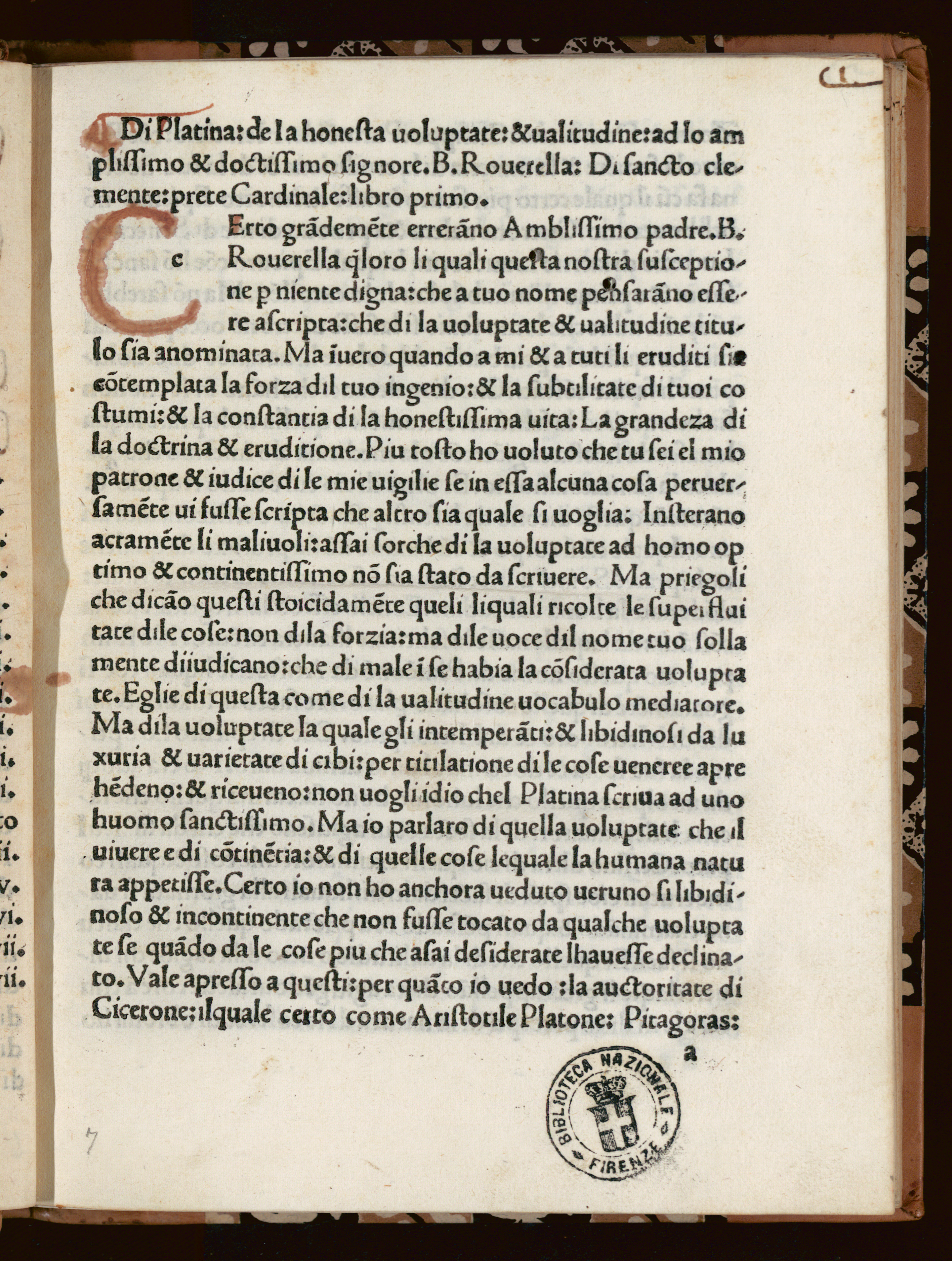
De honesta voluptate et valetudine

바르톨로메오 플라티나(Bartolomeo Platina, Sacchi 1421년 ~ 1481년)는 르네상스 시대의 저술가이다.
군인으로 등록돼 루도비코 2세의 자녀를 가르치는 사람이었다. 1457년 그는 피렌체로 건너가 그리스 출신 학자이던 존 아르키로풀로스의 제자가 됐으며 5년 뒤 로마로 와 기독교의 성직자로서 기틀을 다지게 되며 교황 비오 2세가 교황청 대학교(교황청에서 일하게 됨)를 정비하면서 정원을 70명으로 늘리자 1464년 이곳에 들어간 것으로 추정된다.
교황 바오로 2세가 전임 교황 비오 2세 대의 의식을 폐지하자 플라니타와 다른 직원들 또한 쫓겨나게 됐다. 이에 항의하고자 그는 교황의 발표 철회를 요구하는 문서를 보냈다. 그는 항변을 묻는 자리에서 건방진 태도로 되려 감옥에 갇히게 됐다. 4개월 뒤 그는 로마에 머무른다는 조건하에 석방됐다. 1468년 2월 20명의 르네상스 인본주의자들과 함께 교황을 능멸하고 이단을 꾀했다는 죄목으로 다시 갇혔다. 증거 부족으로 사면됐다. 그러나 본인 스스로도 자신이 반이교도이며 물질주의 이론에 관련돼 있다는 것에 대해 부정하지 않아 옥살이를 했다.
1469년 7월 7일 석방된 후 교황청에 들어가나 교황의 거부로 일하지 못했다. 복수심에 불탄 그는 이후 교황 식스토 4세의 제안으로 라틴어: Vitæ Pontificum Platinæ historici liber de vita Christi ac omnium pontificum qui hactenus ducenti fuere et XX (Venice, 1479)를 썼다. 그를 벌하고 괴롭혔던 자들에 대해 잔혹하게 묘사했다. 그의 작품을 두고 일방적인 평가가 이뤄지기도 했으나 통철한 연구 끝에 모든 것이 사실은 아니라는 점에 대해서 밝혀내게 됐다. 그는 책을 쓰면서 교황이라는 직종이 모두 좋은 것은 아니라는 류의 내용도 썼다. 플라티나는 교황에 관련된 저술에 무엇인가의 변화가 필요했다고 느꼈던 것으로 보인다. 그러나 뜻대로 쓰기란 어려운 것이었으며 1474-1475년 즈음에 교황에게 저술본을 건넨 것으로 추측된다.
교황이 그의 원고를 봤을 때 상당히 놀랐을 것임에 틀림없지만 그가 내용에 대해 그다지 신경쓰지 않고 오만방자하게 굴었을 가능성도 있다. 알제리의 주교가 죽자 그는 플라티나를 사서로 임명했으며 바티칸 시국의 공식 거주자로 임명했다. 교황은 플라티나에게 로마 가톨릭 교회의 주요한 권리에 대해서도 서술하게 했으며 이는 여러 기록과 함께 여전히 바티칸 당국자들에게 유효하게 남아있다. 책을 쓸 때 서두에서 그는 교회에 대한 적개심을 드러내지 않는 데 성공했을 뿐 아니라 교황의 종교분열죄에 대한 처벌에 대해서도 서술했다. 이는 그가 교황의 눈에 들었다는 것을 증명하는 것이다. 이외에도 그는 여러 저서를 남겼다.